# Puškinogorskij rajon
Il Puškinogorskij rajon (in russo Пушкиногорский район?) è un rajon dell'Oblast' di Pskov, nella Russia europea. Istituito nel 1927, il cui capoluogo è Puškinskie Gory.